# Mercado de Abastos (Toledo)
El mercado de Abastos de la ciudad española de Toledo tiene sus antecedentes en un edificio de planta rectangular del siglo XVI, que se asentaba en el mismo solar. 
En 1896 el arquitecto municipal presentó un proyecto para un nuevo mercado, con materiales innovadores propios del momento: Hierro, mármol, cerámicas vidriadas, ladrillo fino, teja plana y vidrios deslustrados. Se levantaron, en parte, las paredes y se trazó la distribución interna; pero la obra no llegó a terminarse. 
En el siglo XX, en plena arquitectura del hierro, se presenta un nuevo proyecto, que aprovechará parte del anterior, y permitirá su terminación en 1913. Posteriormente sufrió diversas intervenciones, destacando entre ellas la que supuso la sustitución de los ladrillos vidriados de la fachada por otros de era. 

## Descripción
El edificio presenta una planta trapezoidal, con patio interior y dos alturas o pisos, el principal y un semisótano. 
La construcción está asentada en un zócalo compuesto se sillares de granito, de grandes dimensiones, que rodea todo el edificio. Sobre este zócalo las paredes están hechas de ladrillo y mampostería, sin huecos al exterior; rematando las fachadas en una serie de pilares de ladrillo, a corta distancia entre sí, sobre los que se apoya la cubierta, dejando una zona de ventilación, a modo de celosía de hierro; excepto en la fachada de la calle Hermandad, que sí tiene ventanales. 
Cada fachada dispone de cubierta a dos aguas, sobre la que se eleva, a su vez, una sobrecubierta más pequeña, apoyada en ventanales corridos en los lados este, norte y oeste. Estas cubiertas vierten a la calle y al patio central del edificio, el cual es también trapezoidal y dispone de un cerramiento con cristal, simulando un lucernario. Toda la estructura superior del edificio se sustenta en una armadura de hierro, recubierta de tejas al exterior y de madera al interior. 
El interior del edificio presenta un suelo de baldosas rústicas, de diferentes colores, dispuestas a modo de grecas. 